# Обыкновенная каменка
Ка́менка, или обыкнове́нная ка́менка (лат. Oenanthe oenanthe) — вид птиц семейства мухоловковых (Muscicapidae).

## Описание

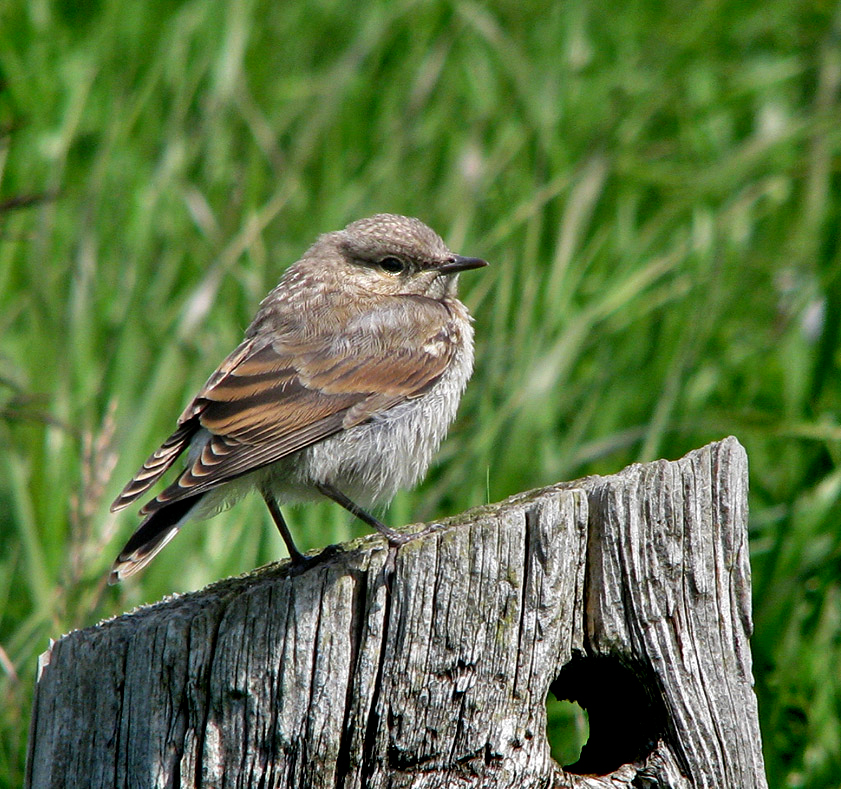
Обыкновенная каменка (птенец)

Каменка длиной 14,5—15,5 см, массой от 22 до 28 г. Размах крыльев составляет от 26 до 32 см. У самцов в брачном оперении весной и летом серая макушка и спина, чёрная полоска через глаза, которая тянется до щёк и там немного расширяется, что напоминает маску. Над чёрной полоской через глаза проходит белая полоса. Грудка цвета охры, брюхо белое, крылья чёрные. Самки окрашены похоже, только менее контрастно, так как чёрная маска не так выражена и крылья больше бурые, чем чёрные. Птиц в полёте легко узнать по характерной чёрно-белой окраске хвоста. Белый хвост на конце имеет чёрный Т-образный рисунок. Осенью самцы больше похожи на самок.
Крик — свистящее хиит, часто издают чирикающие и скрежещущие звуки.

## Местообитание
Каменки распространены во всей Европе; это единственный вид семейства, который встречается в Северной Европе. В основном они обитают в горах, но населяют также и другие ландшафты, предпочитая при этом открытые, каменистые места. Зимуют в Африке. Кроме Европы встречаются в Канаде и на Аляске, в Гренландии и Сибири.

## Питание
Каменки поедают в основном насекомых, а также пауков, улиток и дождевых червей. Осенью также питаются ягодами.

## Гнездование

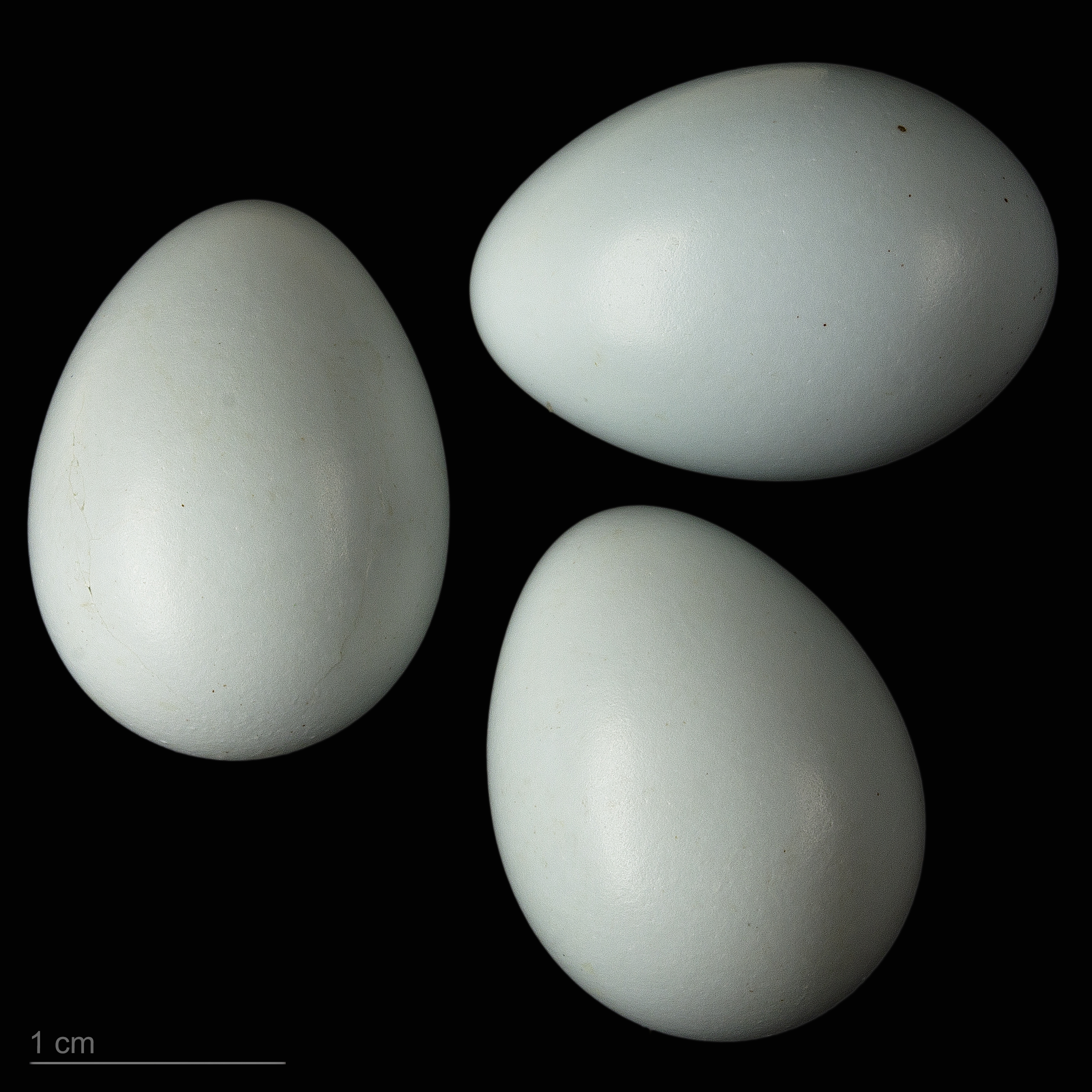
Яйца обыкновенной каменки

Гнездо в виде плоской чашки расположено в трещинах скал или между камнями. В кладке 5—6 яиц. Насиживание длится примерно 14 дней, затем оба родителя выкармливают птенцов ещё 15 дней.